# Skulpturpark
En skulpturpark er en park eller et område med en permanent samling af skulpturer. Skulpturparker kan minde om Land art-områder, hvor idéen dog ofte er at der ikke sker nogen vedligeholdelse af skulpturerne.

## Galleri
- Tørskind grusgrav
- Yorkshire skulpturpark